# Susanne Larsson
Susanne Larsson, född 1982, är en svensk gokartförare. Fram till 1998 tävlade hon för Södertälje Kart Racing Club, SKRC för att sedan gå över till Katrineholms Motorklubb, KMK. År 2005 lade Susanne kartinghandskarna på hyllan för att köra racing i Radicalserien.

## Resultat i urval
- 1998 2:a i [Mellansvenska kartracingserien], MKR.[1]
- 2000 Seger i Tom Trana Trophy, Göteborg[1]
- 2000 2:a i Svenska Mästerskapen[1]
- 2002 Seger i Tom Trana Trophy, Göteborg i klasserna ICA och Formel A
- 2002 3:a i internationella Viking Trophy[1]
- 2003 Totalsegrare i Swedish Kart Cup[3]

## Utmärkelser
- 2000 Nominerad till Årets Go-kartförare av tidningen Bilsport[4]
- 2000 Årets bilsportkvinna, utsedd av Svenska Bilsportförbundet[5]